# Torquigener hypselogeneion
Torquigener hypselogeneion és una espècie de peix de la família dels tetraodòntids i de l'ordre dels tetraodontiformes.

## Morfologia
- Els mascles poden assolir 10 cm de longitud total.[1]

## Hàbitat
És un peix marí, de clima tropical i demersal que viu entre 18-22 m de fondària.

## Distribució geogràfica
Es troba des de Knysna (Sud-àfrica) fins a Samoa i el Japó.

## Observacions
És inofensiu per als humans.